# Monociclo elettrico

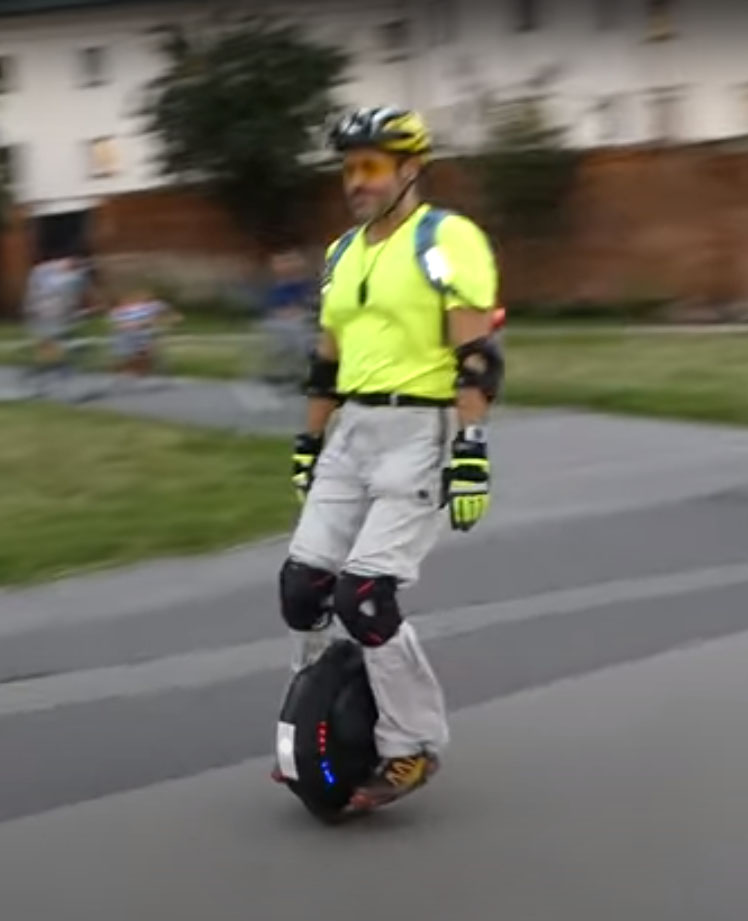
monoruotista

Il monociclo elettrico autobilanciato (noto anche come: monoruota, uniciclo, o semplicemente ruota, come la chiamò il primo ideatore Johnny Hart, autore delle strisce B.C.), è un veicolo elettrico formato da una sola ruota. Questa, che è anche il motore, è controllata da un computer collegato con un giroscopio. Se il giroscopio percepisce che le pedane (e il conducente) sono inclinate in avanti, la ruota accelera. Se viceversa le pedane sono inclinate all'indietro, la ruota decelera. Risulta perciò parzialmente autobilanciato, utilizzando il peso posto in avanti od indietro come acceleratore, ma mantenendo le pedane sempre orizzontali. L'invenzione si deve al genio del cinese Shane Chen il quale, nel 2010, osò applicare il brevetto del Segway ad una ruota singola.
Ne risultò un veicolo estremamente piccolo, leggero, economico, ecologico, versatile, maneggevole e sicuro: basti pensare che esso permette di viaggiare a velocità che vanno dai 3 ai 30 kmh. Tanto che il governo francese ha deciso di fornirlo in dotazione alla polizia.

## Monoruota nella segnaletica stradale italiana
A partire dal 2019, in Italia, sono state introdotte le seguenti figure per indicare la categoria dei monowheel:

Icona indicante i monoruota
Inizio percorso riservato ai monoruota